# 竜田邦明
竜田 邦明（たつた くにあき、1940年12月1日 - ）は、日本の有機化学者。大阪府大阪市出身。早稲田大学名誉教授。日本化学会副会長。

## 業績
四大抗生物質群を含む102種の天然生理活性物質（天然物）の全合成を達成し、有機化学の重要な分野の一つである天然物合成において先導的役割を果たしてきた。それらのうち90種は世界最初の全合成であり、世界的にも極めて顕著な完成数であることから、国際的に「Dr. Total Synthesis」と呼ばれる天然物合成の世界的第一人者である。なかでも特異な構造とその生理活性により四大抗生物質群と称されるマクロライド、アミノグリコシド、ペニシリンおよびテトラサイクリン系抗生物質のすべての代表物質の全合成に世界で初めて成功した。また、糖質を不斉炭素源に用いる合成法を開拓して約60種類の多様な天然物の全合成を達成し、有機化学の重要な方法論として基礎を築いた。さらに、数種の医薬品を創製し実用化すると共に、多くの工業的合成法も開発して、有機合成化学の無限の可能性を明示し境界領域の発展にも大きく寄与した。2009年、日本学士院賞受賞。

## 略歴
- 1953年 追手門学院小学校卒業
- 1956年 追手門学院中学校卒業
- 1959年 追手門学院高等学校卒業
- 1959年 慶應義塾大学医学部入学、転部
- 1963年 慶應義塾大学工学部応用化学科卒業
- 1968年 慶應義塾大学大学院工学研究科応用化学専攻博士課程修了（工学博士）
- 1973年 慶應義塾大学工学部講師
- 1973年 ハーバード大学博士研究員
- 1977年 慶應義塾大学工学部助教授
- 1985年 慶應義塾大学理工学部教授
- 1988年 ケンブリッジ大学客員教授
- 1994年 パリ第6大学客員教授
- 1997年 早稲田大学理工学部教授
- 2004年 早稲田大学大学院理工学研究科長
- 2006年 オックスフォード大学客員教授
- 2006年 早稲田大学高等研究所所長
- 2007年 早稲田大学理工学術院教授
- 2010年 日本化学会副会長
- 2010年 追手門学院学院長
- 2010年 早稲田大学高等研究所顧問（～現在）
- 2011年 早稲田大学名誉教授・栄誉フェロー（～現在）

## 受賞・叙勲
- 1986年 日本化学会学術賞
- 1988年 日本抗生物質学術協議会住木・梅澤賞
- 1991年 大河内記念賞
- 1998年 有機合成化学協会賞
- 2001年 日本化学会賞
- 2002年 紫綬褒章受勲
- 2008年 藤原賞
- 2008年 大隈記念学術褒賞
- 2009年 日本学士院賞
- 2013年 アーネスト・ガンサー賞
- 2015年 瑞宝中綬章受勲[3]